# We Are Motörhead
| 전문가 평가 | 전문가 평가 |
| 평가 점수   | 평가 점수   |
| 출처        | 점수        |
| ----------- | ----------- |
| AllMusic    | [ 2 ]       |
| Rock Hard   | [ 3 ]       |

《We Are Motörhead》는 영국의 헤비 메탈 밴드 모터헤드의 열다섯 번째 스튜디오 음반이다. 2000년 5월 15일, 스팀해머를 통해 발매되었으며, 이는 브론즈 레코드의 전체 길이 음반 발매와 동일하다.

## 녹음
이 음반에는 영국의 펑크 밴드 섹스 피스톨즈의 노래인 〈God Save the Queen〉의 커버가 포함되어 있으며, 오픈탑 런던 루트마스터 버스 위에서 프로모션 비디오를 녹음했다. 모터헤드 다큐멘터리 《The Guts and the Glory》에서 보컬리스트이자 베이시스트인 레미 킬미스터는 다음과 같이 말한다.
"저는 《We Are Motörhead》가 인정받은 것보다 훨씬 더 좋은 음반이었다고 생각합니다."

## 발매
《We Are Motörhead》가 발매되었을 때, 밴드는 《Deaf Forever: The Best of Motörhead》와 《The Best of Motörhead》라는 컴필레이션으로 경쟁하고 있었는데, 이 컴필레이션은 밴드가 통제할 수 없었다.

## 커버 아트
소매 아티스트인 조 페타뇨는 커버 컨셉의 이면에 있는 영향에 대해 다음과 같이 평했다.
""제가 가장 좋아하는 작품 중 하나입니다. 그 당시에는 수많은 데스 메탈과 블랙 메탈이 진행되고 있었습니다. 어쨌든 저는 그 많은 사람들과 함께 일하고 있었어요. 그들은 모두 모터헤드에 헌신했고, 모터헤드와 함께 자랐습니다. 제가 말했죠, "이들이 당신을 괴롭히도록 내버려두지 말고, 그냥 죽음에 경의를 표하는 게 어때요? 그거면 충분해요. 어쨌든 당신들이 제일 먼저 해냈죠." 원래 스케치에서, 머리는 4분의 3 뷰로 돌아갔지만, 레미는 우리가 옆쪽에서 〈Deaf Forever〉 이후로 머리를 사용한 적이 없다고 말했어요. 그러니 전체 프로필을 작성하는 것이 어떨까요?"

## 곡 목록
모든 곡들은 특별한 언급이 없는 한 레미 킬미스터, 필 캠벨, 미키 디에 의해 작사/작곡하였다.
| #   | 제목                                          | 작사·작곡                                  | 재생 시간 |
| --- | --------------------------------------------- | ------------------------------------------ | --------- |
| 1.  | 〈See Me Burning〉                            |                                            | 2:59      |
| 2.  | 〈Slow Dance〉                                |                                            | 4:29      |
| 3.  | 〈Stay Out of Jail〉                          |                                            | 3:02      |
| 4.  | 〈God Save the Queen (섹스 피스톨즈의 커버)〉 | 폴 쿡, 스티브 존스, 존 라이든, 글렌 매틀록 | 3:19      |
| 5.  | 〈Out to Lunch〉                              |                                            | 3:26      |
| 6.  | 〈Wake the Dead〉                             |                                            | 5:14      |
| 7.  | 〈One More Fucking Time〉                     |                                            | 6:46      |
| 8.  | 〈Stagefright/Crash & Burn〉                  |                                            | 3:02      |
| 9.  | 〈(Wearing Your) Heart on Your Sleeve〉       |                                            | 3:42      |
| 10. | 〈We Are Motörhead〉                          |                                            | 2:21      |